# Gorg Blau (Noedes)
El Gorg Blau és un estany d'origen glacial, o gorg, del terme comunal de Noedes, a la comarca del Conflent, de la Catalunya del Nord.
És el més nord-occidental dels "gorgs de Noedes", a la capçalera de la vall del mateix nom, al peu de la Serra de Madres. La seva aigua s'aboca en el Gorg Estelat, i després, per les rieres de Noedes primer, i del Callan, després, acaba desguassant a la Tet.
Jacint Verdaguer canta el Gorg Blau, juntament amb el Corg Negre, que és en terme d'Oleta i Èvol, i el Gorg Estelat en el cant XII del poema Canigó:
| «                                    | Adéu, los de Noedes, Estany Negre, Estany Blau i l'Estelat, espills d'eixes pinedes i d'eix cel de safir immaculat! | » |
| — Jacint Verdaguer, Canigó, Cant XII | |   |